# 20th Century Masters - The Millennium Collection: The Best of Poco
20th Century Masters - The Millennium Collection: The Best of Poco è un CD raccolta dei Poco, pubblicato dalla MCA Records nel febbraio del 2000. 

## Tracce
1. Heart of the Night – 4:52 (Paul Cotton) – Tratto dall'album Legend (1978)
2. Crazy Love – 2:56 (Rusty Young) – Tratto dall'album Legend (1978)
3. Under the Gun – 3:14 (Paul Cotton) – Tratto dall'album Under the Gun (1980)
4. Midnight Rain – 4:26 (Paul Cotton) – Tratto dall'album Under the Gun (1980)
5. Little Darlin' – 3:44 (Rusty Young) – Tratto dall'album Legend (1978)
6. Barbados – 3:32 (Paul Cotton) – Tratto dall'album Legend (1978)
7. Keep on Tryin' – 2:54 (Timothy B. Schmit) – Tratto dall'album Head over Heels (1975)
8. Makin' Love – 2:56 (Rusty Young) – Tratto dall'album Head over Heels (1975)
9. Indian Summer – 4:42 (Paul Cotton) – Tratto dall'album Indian Summer (1977)
10. Widowmaker – 3:39 (Rusty Young) – Tratto dall'album Blue and Gray (1981)
11. Rose of Cimarron – 6:43 (Rusty Young) – Tratto dall'album Rose of Cimarron (1976)

## Musicisti
Heart of the Night, Legend e Little Darlin'
- Paul Cotton - voce, chitarra solista
- Rusty Young - voce, chitarra steel, chitarra
- Charlie Harrison - basso, armonie vocali
- Steve Chapman - batteria
- Jai Winding - tastiere
- Phil Kenzie - sassofono
- Michael Boddicker - sintetizzatore
- Steve Forman - percussioni

Under the Gun
- Paul Cotton - chitarra elettrica, voce solista
- Rusty Young - chitarra elettrica
- Kim Bullard - tastiere
- Charlie Harrison - basso, voce
- Steve Chapman - batteria

Midnight Rain
- Paul Cotton - chitarra elettrica, voce solista
- Rusty Young - chitarra elettrica, chitarra pedal steel, voce
- Kim Bullard - tastiere
- Charlie Harrison - basso, voce
- Steve Chapman - batteria

Barbados
- Paul Cotton - voce, chitarra solista
- Rusty Young - voce, chitarra steel, chitarra
- Charlie Harrison - basso, armonie vocali
- Steve Chapman - batteria
- Jai Winding - tastiere
- Tom Stephenson - tastiere
- Phil Kenzie - sassofono
- Michael Boddicker - sintetizzatore
- Steve Forman - percussioni

Keep on Tryin' e Makin' Love
- Paul Cotton - chitarra elettrica, chitarra acustica, voce
- Rusty Young - chitarra pedal steel, mandolino, chitarra acustica
- Timothy B. Schmit - basso, voce
- George Grantham - batteria, voce
- Mark Harman - organo, pianoforte, clavicembalo
- Donald Fagen - sintetizzatore
- Jimmie Haskell - strumenti a corda
- Garth Hudson - tastiere
- Michael Von Verdick - voce
- Victor Feldman - percussioni
- Steve Forman - percussioni
- Milt Holland - percussion

Indian Summer
- Paul Cotton - voce solista, chitarra gretsch white falcon
- Rusty Young - chitarra steel, sitar
- Timothy B. Schmit - voce, basso
- George Grantham - voce, batteria
- Steve Forman - percussioni
- Donald Fagen - sintetizzatore (arp odyssey), arp string ensemble

Widowmaker
- Paul Cotton - chitarra solista, voce
- Rusty Young - chitarra, voce solista
- Kim Bullard - tastiere
- Charlie Harrison - basso, voce
- Steve Chapman - batteria
- Steve Forman - percussioni
- Venetta Fields - accompagnamento vocale, cori
- Clydie King - accompagnamento vocale, cori
- Denise DeCaro - accompagnamento vocale, cori

Rose of Cimarron
- Paul Cotton - voce, chitarra elettrica, chitarra acustica
- Rusty Young - chitarra acustica, chitarra elettrica a dodici corde, mandolino, banjo, dobro
- Timothy B. Schmit - voce, basso, armonica
- George Grantham - voce, batteria, timpano
- Mark Harman - celesta
- Tom Sellers - pianoforte (grand piano), arrangiamenti strumenti a corda
- Milt Holland - percussioni
- Sid Sharp - concert master